# Geologischer Rundweg Gamserrugg
Der Geologische Rundweg Gamserrugg ist ein ca. 5 km langer Wanderweg im Kanton St. Gallen. Der Weg beginnt und endet an der Gamsalp in 1770 m Höhe und führt um den Gamserrugg. Auf 12 Schautafeln werden Geologie und Botanik der Region erklärt.

## Verlauf
Der Weg beginnt und endet an der Gamsalp, die mit der Sesselbahn Wildhaus-Oberdorf und der Gamsalpbahn bequem zu erreichen Ist. Er ist mit weissen Wegweisern lückenlos ausgeschildert. Hinter dem Spielplatz wendet sich der Weg nach Westen und führt dann ca. 300 m parallel zum Schlepplift Gamsalp-Gamserrugg bergauf. Anschliessend verläuft der Weg leicht ansteigend auf der Westseite des Gamserruggs mit Blick über das Plisatal auf den Chäserrugg. Auf dem 1946 m hohen Sattel, der den Gamserrugg mit der Garschella-Hochfläche verbindet, wird der höchste Punkt der Tour erreicht. Nun führt der Weg an der Südflanke des Gamserruggs entlang mit Weitblick auf Pizol und Ringelspitz. Direkt in Wanderrichtung erhebt sich die Alviergruppe. Im Tal liegt der Voralpsee. Über das Rheintal und das Fürstentum Liechtenstein reicht der Blick bis nach Vorarlberg. An der Ostseite des Gamserruggs entlangführend erreicht der Wanderweg sanft absteigend seinen Ausgangspunkt oberhalb des Spielplatzes am Berggasthaus Gamsalp.

## Schautafeln
Entlang des Wanderwegs sind 12 Schautafeln aufgestellt, die über die Geologie des Säntis, der Churfirsten und der Alviergruppe informieren. Die Entstehung des Rheintals wird ebenso erklärt wie die Gesteine und vielfältigen Karsterscheinungen des Areals. Jede der Tafeln stellt auch typische Pflanzen des durchwanderten Gebiets vor.
Die Schautafeln behandeln folgende Themen:
1. Geologie und -grafie (Überblick)
2. Geologie der Säntisgruppe ⊙
3. Alpenflora ⊙
4. Talgeschichte des oberen Toggenburges ⊙
5. Steter Tropfen höhlt den Stein ⊙
6. Chäserrugg – Aufbau und Entstehung ⊙
7. Der Schrattenkalk – Gesteinsgeschichtsbuch ⊙
8. Alvier – Tektonik und Gebirgsbildung ⊙
9. Das Kreidemeer ⊙
10. Das Rheintal und der Alpenrhein ⊙
11. Das Gesteins-Geschichtsbuch ⊙
12. Dolinen und unterirdische Wasserläufe ⊙

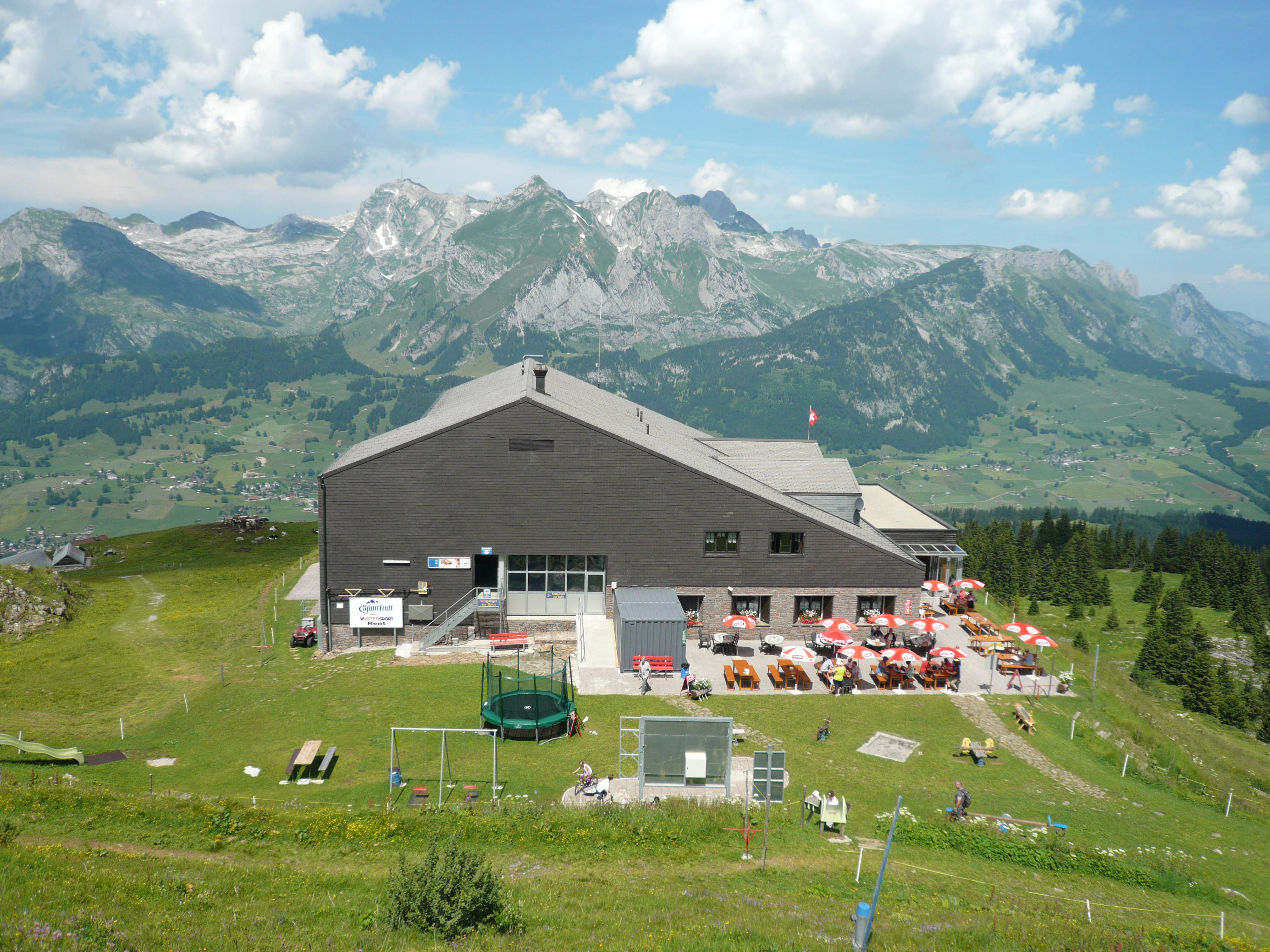
Gamsalp
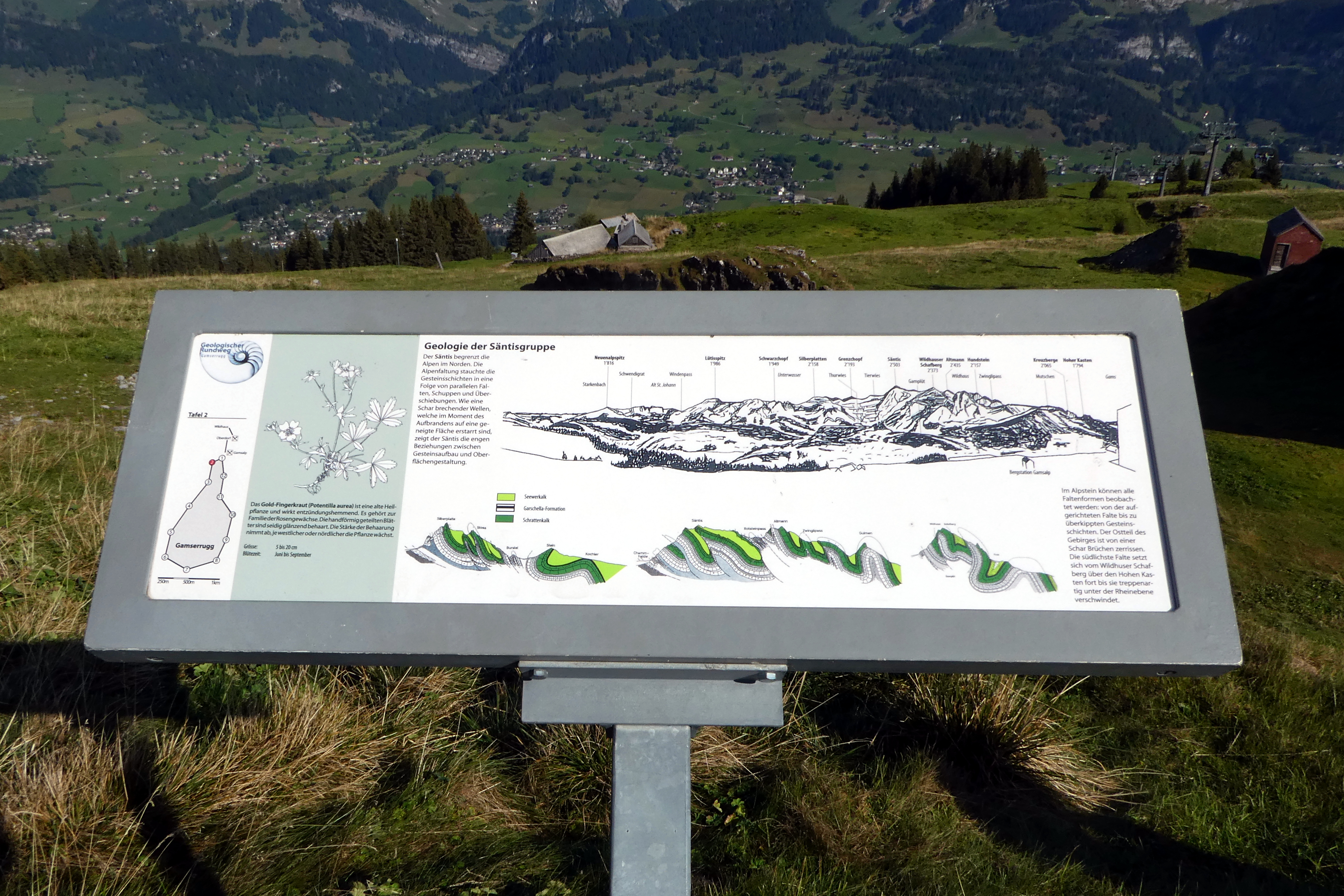
Tafel 2
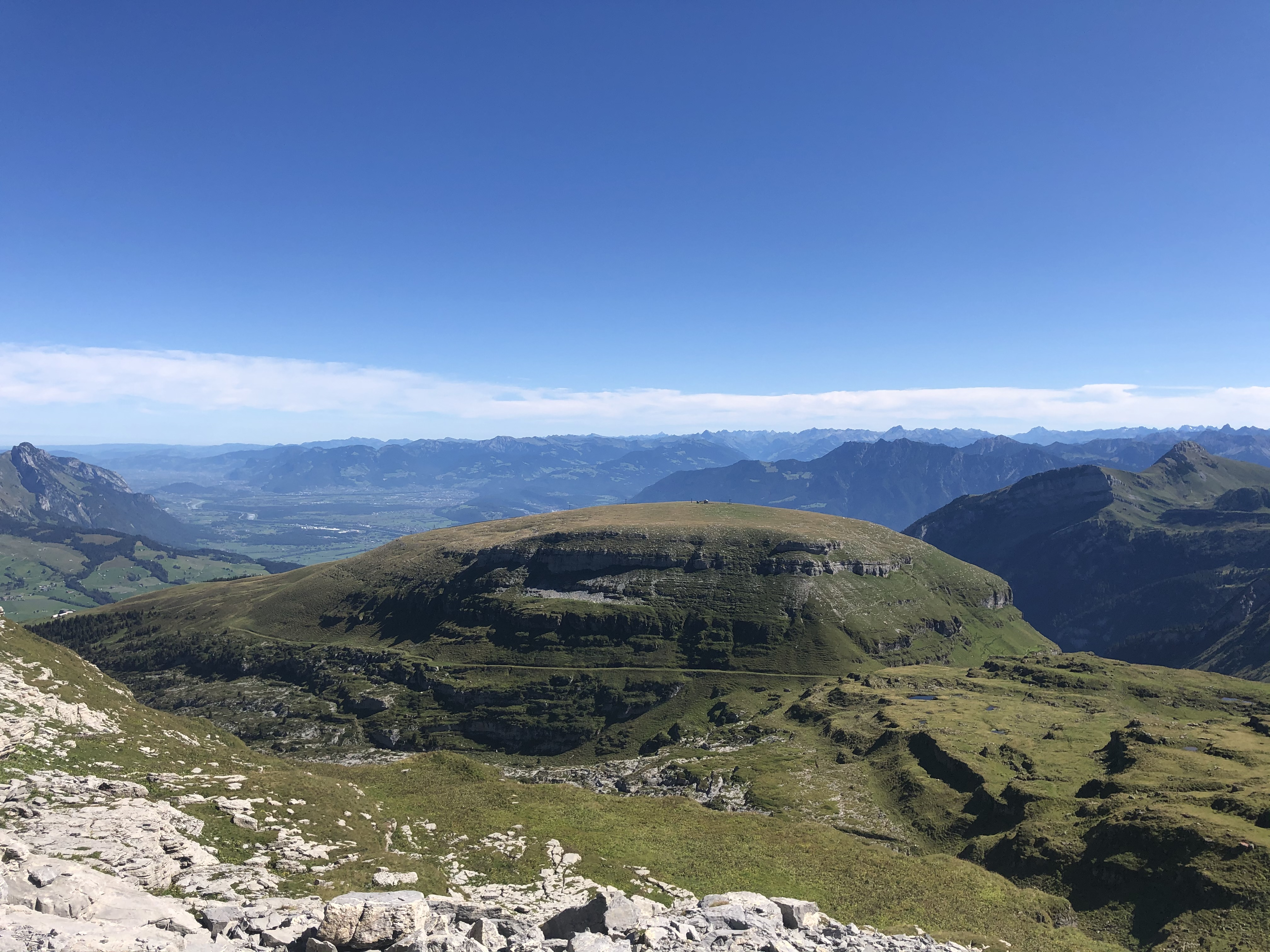
Blick aus dem Westen auf Gamserrugg mit Wanderweg
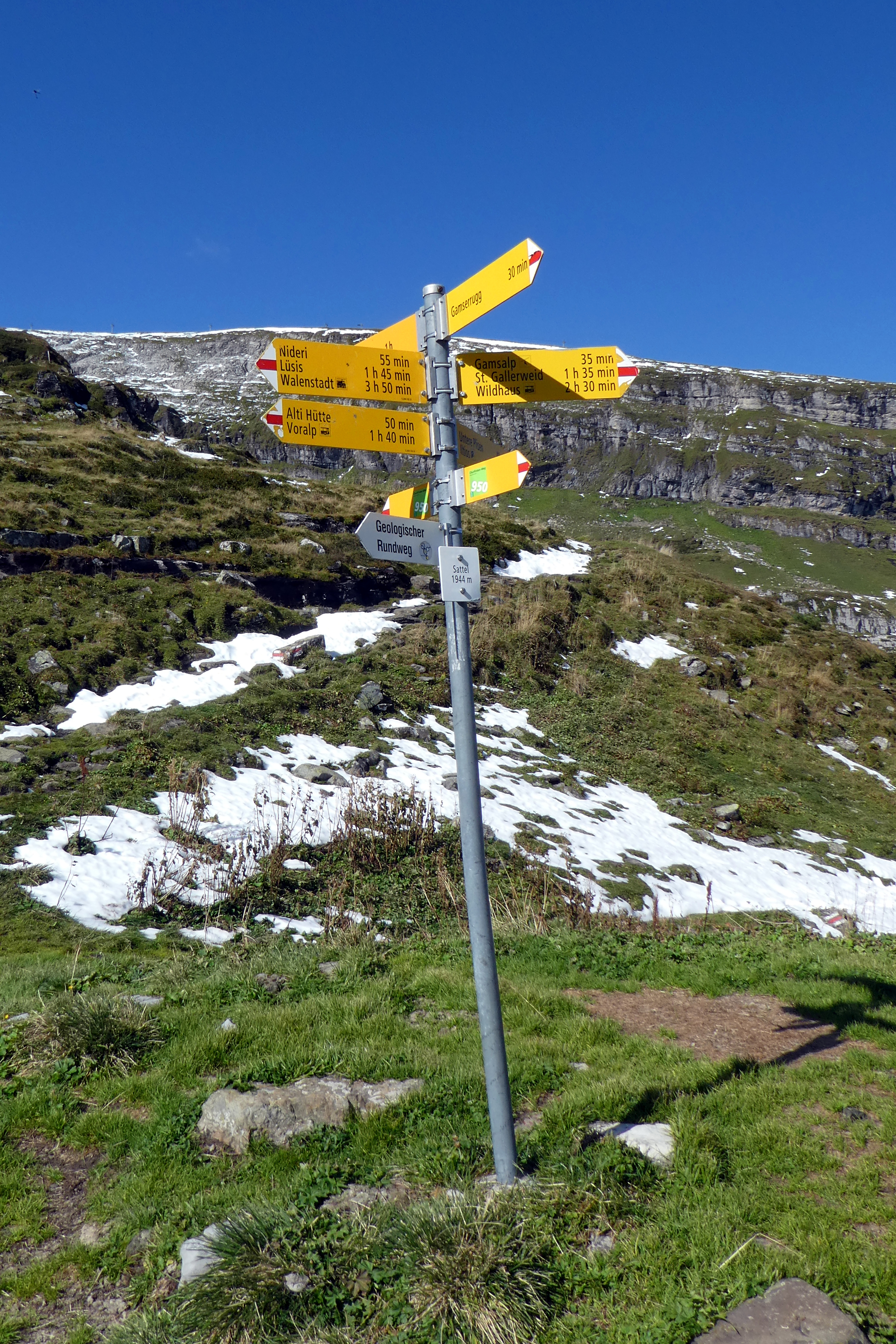
Wegweiser am Sattel
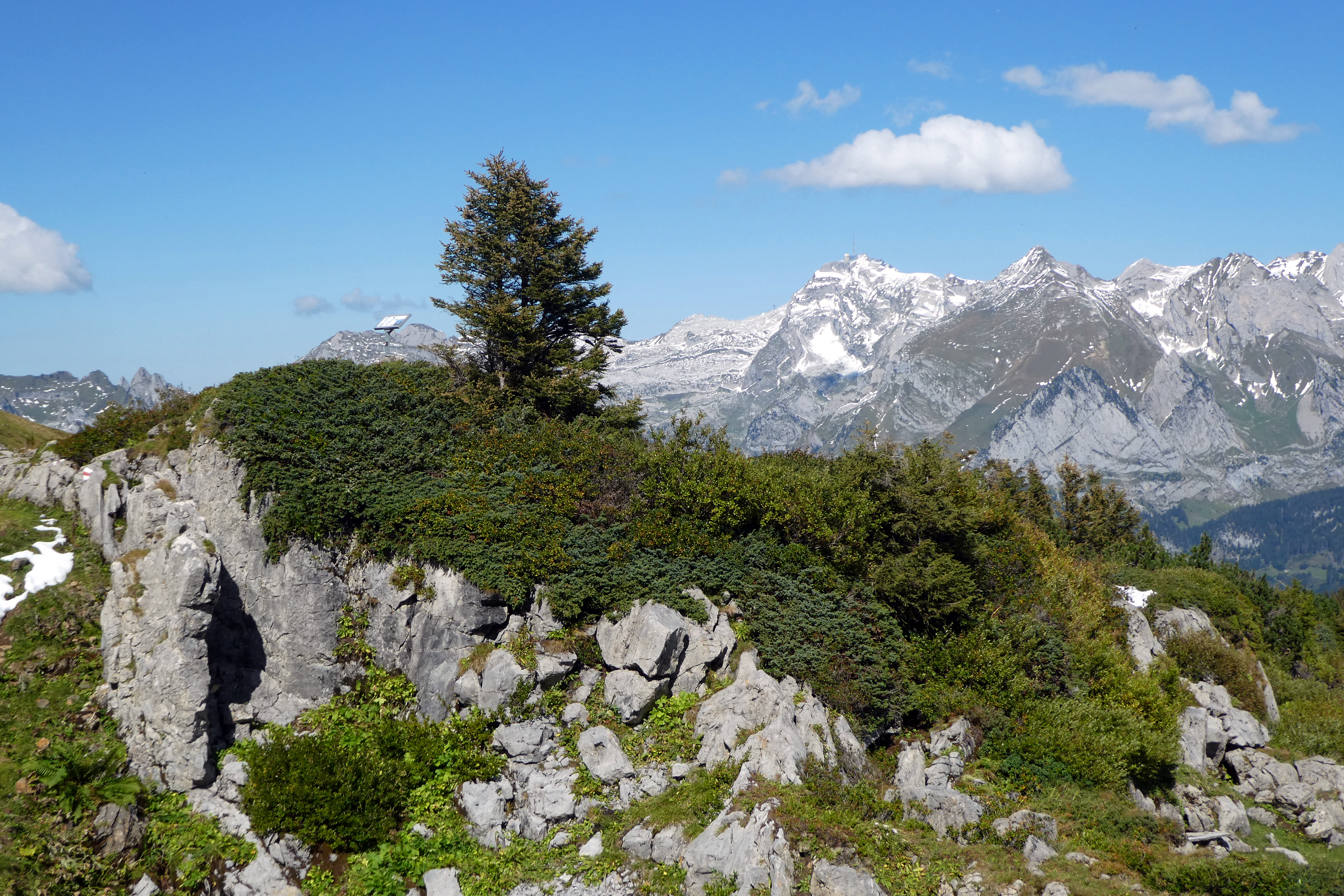
Blick auf Tafel 10 und den Säntis